# 大夏大学
大夏大学（英語：The Great China University）是上海的一所已被撤销的私立大学，1951年与光华大学合并成立华东师范大学。其旧址在今华东师范大学中山北路校区。大夏大学校友会于1985年1月20日在华东师范大学成立。华东师范大学将大夏大学建校日（6月1日）作为学校每年的纪念日。2017年，华东师范大学组建大夏书院。

## 历史沿革

### 创校
1924年，厦门大学三周年校庆时，时任厦大校长林文庆演讲称“读孔孟之书，保存国粹”。国民党媒体集体炮轰。厦门大学学生会乃于4月22日召开大会，提出校长林文庆思想陈腐，影响校誉，提议以全体学生名义函请他退位。学生与教师中的国民党员力主驱逐林文庆。但校主陈嘉庚支持林文庆。而后几名主谋者被学校开除。
因“是否要读孔孟之书”的教育理念争议，学生要求教学改革，学校当局处理不当，殴打侮辱学生，激起师生愤怒，引发学潮。1924年，厦大欧元怀、王毓祥、傅式说等9名教授和三百余名学生离校奔赴上海，在王伯群的帮助下成立了“大厦大学筹备处”。“大厦”即“厦大”之颠倒，以嘲弄廈大，后来取“光大华夏”之意定名大夏大学，聘马君武为校长，王伯群任董事长，1924年秋季正式开学。
1927年王伯群担任中华民国首任交通部长，次年马君武改任北京工学院院长，遂由王伯群兼任校长。建校初设文、理、教、商、预五科，后增设高等师范专修科和法科。大夏倡导苦教、苦学、苦干的“三苦精神”以及“师生合作”、“读书救国”，制定了“自强不息”的校训，并聘请了立法院院长孙科、司法院院长居正、立法院副院长兼江苏省主席叶楚伧、上海市长吴铁城、军政部长何应钦、财政部长孔祥熙、内务部长黄绍竑、中宣部长梁寒操等为学校董事，后又增补新华银行总经理王志莘、交通银行董事长钱新之、总经理胡孟嘉，中国银行行长张公叔等人担任校董。
1930年，由于师生逐年增多，处于上海胶州路的校舍已不敷用，校董会决定在中山路梵皇渡另建新校舍，预计用款40万银元。1932年，中山北路新校舍建成，包括可供2000多人上课的群贤堂和700多人住宿的男女宿舍，以及大礼堂、图书馆、实验室、体育馆等建筑群。何昌寿、邵力子、郭沫若、田汉、何炳松、李石岑、朱经农、程湘帆等一批著名专家、学者都曾在校任教，甚至当时炙手可热的青幫大頭目杜月笙也曾屡次资助大夏大学。良好的办学实力，使得大夏大学获享“东方的哥伦比亚大学”之美誉。

### 西南三迁
1937年8月13日淞沪战争爆发，大夏大学开始准备西迁。大夏大部分师生在抗日战争时期内迁贵阳、赤水，部分师生则在上海租界内坚持办学，大夏的这两支分别被称作“黔校”和“沪校”。
起初，大夏、复旦、光华、大同四所私立大学拟组成联合大学，后光华、大同两校退出（光华大学后部分迁往成都，大同大学则留守上海）。1937年，大夏与复旦合并成为中国历史上第一所联合大学，迁往江西庐山牯岭。12月，教育部长陈立夫到联合大学视察，同意应届毕业生的请求，准予提前毕业，发给临时毕业证书，以后补发正式证书。南京陷落后，教育部又令联合大学西迁重庆北碚。由于师生员工及家属众多，校舍严重不足，复旦决定留在北碚，大夏则决定迁往贵阳，联合大学解体，各自恢复原有校名。贵州省将贵阳次南门外原讲武学堂校舍及场地拨借给大夏大学，学校于1938年秋正式上课。
大夏大学是内迁贵州各高等院校中招生最多和办学时间最长的学校，在校学生经常在1450人左右，最高年份达1800人，在贵州8年共毕业学生约2000人。抗战期间。谢六逸创办的复旦大学新闻系和大夏大学新闻系成为当时中国仅存的大学新闻学系。西迁中，大夏还首开贵州社会学系，组织学生到少数民族地区调查。1939年贵州省政府拨贵阳花溪公地供大夏大学兴建新校舍。1940年8月，校舍开工建筑，但因经费不足，只完成校舍三栋。
1942年2月，大夏大学董事长何应钦在行政院例会上提出将大夏改为国立的议案。蒋介石在会上表示同意，即在大夏申请书上批示，“改国立原则可行，交教育部切实整理院系呈核。”然而教育部长陈立夫竟擅自决定将大夏大学与贵州农工学院合并，改为国立贵州大学，并内定教育部秘书主任张延休为校长。此举引起大夏师生强烈抗议，遂奔走各方与各校董商议，要求教育部收回成命，终得维持大夏大学仍得保存原名与维持其私立性质。下半年大夏大学人事作了变动，董事长由孙科担任，王伯群以校董身份兼校长，副校长欧元怀出任贵州省教育厅长。
1944年冬，日军进犯黔南，大夏三迁赤水。王伯群校长因迁校劳累成疾，于同年12月逝世于重庆。孙科在重庆召开校董会，推选贵州省教育厅长欧元怀为校长，王毓祥为副校长。1945年3月，大夏师生和公物到达赤水，赤水地方人士与教育界同仁热情赞助，立即让出文昌宫大庙给大夏作校本部，还有贵州省立赤水中学、私立博文中学、县立女子中学都分别借给大夏一部分校舍，首先安置好教室、图书馆、职工宿舍、办公室和厨房、饭厅、学生宿舍，在短短一个月内便正式上课。1945年8月10日，日本无条件投降，大夏仍在赤水上课。1946年5月大夏开始搬迁，于10月返回上海，10月28日举行开学典礼。
大夏内迁之后，部分教员在上海静安寺路（今南京西路）上借得重华新村房舍，设立大夏大学沪校，使无法转往内地的一些学生得以继续学业。同时，曾任国民政府驻港澳专员的大夏毕业生周尚决定在香港设立大夏大学港校，并得到了旅居港澳校董校友的支持。1940年夏天，香港圣士提反女子中学门前了竖起了大夏大学的校牌。上课时间为女中下课后的下午三时到晚间十时，戴望舒等学者常前来义务授课。1941年女中校舍被日军占领，大夏大学港校被迫关闭。

### 重返上海
大夏大学迁回上海后，逐步修缮受损校舍，董事长改由上海新华银行总经理担任。在孙科的提议下，大夏于1946年12月在中山路校址建“思群堂”以纪念已故校长王伯群，并立《思群堂纪念碑》。在中华人民共和国建国初期创建新的高等教育体制的背景下，1951年7月，教育部决定将私立大夏大学与私立光华大学合并，在大夏原址上改组为华东师范大学，经费由国家负责，两校附中合并为华东师大附中。时任大夏大学校长欧元怀首先表示拥护，并在宣布改制的大会上，代表校董事会和学生發言，拥护政府决定，一切遵照办理。由大夏移交给华东师大的校舍，共计建筑面积17606平米，大夏建校27年来的档案也一并移交华东师大。10月16日举行开学典礼，正式宣布华东师大成立。1959年5月17日，华东师范大学被中共中央确立为中国首批16所重点高校之一，现已经发展成中国著名的综合性研究型大学。

### 香港血脉
20世纪40年代末，江山易帜，大夏大学部分教员及学生南下香港，在香港复校，定名光夏书院。1956年6月，光夏、平正、华侨、广侨及文化五所书院合并成立“联合书院”，定址香港坚道147号。1963年，联合书院加盟香港中文大学。

## 历任校长
| 校长姓名 | 照片 | 任期                  |
| -------- | ---- | --------------------- |
| 马君武   |      | 1924年-1925年         |
| 王伯群   |      | 1925年-1944年12月20日 |
| 欧元怀   |      | 1945年-1951年10月16日 |